# Traktat windsorski (1522)
Taktat windsorski, zawarty 16 czerwca 1522 pomiędzy cesarzem Karolem V i królem Anglii Henrykiem VIII, dotyczył wspólnej inwazji obu władców na Francję. Był to trzeci traktat o tej nazwie, poprzednie dotyczyły zwierzchnictwa nad Irlandią i sojuszu z Portugalią.
Traktat potwierdzał wymierzony przeciwko Francji sojusz militarny pomiędzy Anglią i Świętym Cesarstwem Rzymskim. Obie ze stron zobowiązały się do wystawienia co najmniej czterdziestu tysięcy żołnierzy, a ponadto Karol zgodził się wypłacić Anglikom rekompensatę za renty wojenne oraz pokryć w całości przeszły dług. Dla przypieczętowania porozumienia, jedyna córka Henryka, Maria I, została narzeczoną cesarza.
Ponieważ Henryk długo nie był przekonany, czy podpisanie traktatu było słuszne, wstrzymywał się z wypełnieniem swojej części umowy do lata 1524 roku, kiedy było już pewne, że wojska Karola V odnoszą poważne sukcesy strategiczne.

## Tło polityczne
Karol V rywalizował z królem Francji, Franciszkiem I, o tytuł cesarza Świętego Cesarstwa Rzymskiego. Obawiał się, że konkurent może związać się sojuszem z Anglią i wystąpić przeciwko niemu w otwartym konflikcie zbrojnym. Był zaniepokojony do tego stopnia, że gdy dowiedział się o nadchodzącej wizycie Henryka VIII w Paryżu w 1520, opuścił, pomimo powstania w Kastylii, Hiszpanię i poprosił władcę angielskiego o spotkanie. Schlebiało to Henrykowi, jednak ten potępił decyzję Karola dotyczącą powstania i nie zmienił planów wizyty.
Ostrzegł Karola ponadto, by ten nie wywoływał wojny. Ostatecznie, po paru latach wymijającej gry politycznej, Karol i Franciszek znaleźli się w stanie walki. Znany współczesny historyk, Robert Knecht, wykazał, że wybuchły one jako rezultat splotu nieszczęśliwych i niezręcznych wydarzeń. Warto nadmienić, że wojna nie została oficjalnie wypowiedziana, a obie strony podawały przeciwnika za agresora.
Francja, będąca w tym czasie sojusznikiem Państwa Kościelnego, twierdziła, że potrzebuje poparcia Anglii jedynie jako karty przetargowej do uniknięcia wojny z Karolem, a nie do zawiązania obustronnego traktatu militarnego. W końcu, za prośbą Franciszka, Henryk VIII (a właściwie jego wysłannik – kardynał Wolsey) podjął się pośredniczenia w procesie mediacyjnym w Calais, który zamarł jednak w martwym punkcie wskazywania winowajcy konfliktu.
Karol i Henryk postanowili wykorzystać okres zawieszenia broni i podchodów mediacyjnych do negocjacji własnej, tajnej umowy. Henrykowi podobała się wizja wojny – w końcu miał okazję zmierzenia się z arcywrogiem, Francją. Ponadto, schlebiała mu pokora i uniżenie Karola – Wolsey twierdził nawet wtedy, że Karol byłby gotów podążać za wszystkimi radami Henryka, gwarantując mu tym samym, de facto, status władcy całego świata chrześcijańskiego. W sierpniu 1521 roku dyplomaci Anglii i Hiszpanii przygotowali szkic traktatu, jednak Wolsey radził Henrykowi, by ten wstrzymał się parę miesięcy z podpisaniem dokumentu i upewnił się, czy Karol dysponuje funduszami i siłą militarną wymaganymi do wygrania wojny. W połowie listopada władca austriacki stał się niecierpliwy, a jego ciotka, Małgorzata Austriacka, ostrzegła Henryka, iż jej siostrzeniec może wkrótce zmienić zdanie. Sam Karol sugerował nawet drugą oficjalną wizytę w Anglii, tym razem, by publicznie ogłosić zawiązanie sojuszu pomiędzy dwoma władcami.
Henryk uległ namowom Karola i Małgorzaty oraz ostatecznie podpisał tajne porozumienie z Karolem i Państwem Kościelnym w listopadzie 1521. Mówiło ono, że kampania militarna zacznie się w marcu 1523, a szczegóły strategiczne zostaną omówione podczas wizyty Karola w Londynie. 29 maja 1522 Anglia wypowiada wojnę Francji, a Karol zjawia się u Henryka parę dni później.